# Жълта анаконда
Жълтата (парагвайска) анаконда (Eunectes notaeus) е вид влечуго от семейство Боидни (Boidae).
Разпространена е в централните части на Южна Америка - Парагвай, Уругвай, югозападна Бразилия, североизточна Аржентина, части от Боливия. Обитава влажни гори, блата и покрити с храсти речни брегове.
Жълтите анаконди са по-дребни от зелените (E. murinus), но все пак достигат дължина 3,0-3,7 m, като женските са по-едри от мъжките. На цвят са жълти, златистокафяви или зеленикавожълти с множество петна и ивици в черно или тъмнокафяво.
Хранят се главно с птици, но също с риба, костенурки, дребни крокодили, гущери, птичи яйца, дребни бозайници и мърша.
Тя няма отрова, а убива чрез удушаване. Отличен плувец е.
1. ↑  Eunectes notaeus (Cope, 1862). // IUCN Red List of Threatened Species. International Union for Conservation of Nature. Посетен на 3 януари 2023 г. (на английски)